# Pepe Aguilar
Pepe Aguilar, pseudonimo di José Antonio Aguilar Jiménez (San Antonio, 7 agosto 1968), è un cantante e musicista messicano.

## Biografia
Nato in Texas (Stati Uniti), è figlio degli attori Antonio Aguilar e Flor Silvestre. Inizia a comporre da adolescente e decide di cimentarsi anche nell'attività di produttore per Lupita D'Alessio e Julieta Venegas.
Nel 1991 pubblica il suo primo album discografico, mentre nel 1998 ottiene successo col disco Por Mujeres Como Tu. L'anno successivo vince il Latin Grammy. Nel corso della sua carriera ha vinto quattro Latin Grammy e quattro Grammy Awards.

## Discografia
- Pepe Aguilar con Tambora (1991)
- Pepe Aguilar con Tambora (Cautiva y triste) (1991)
- Pepe Aguilar con Tambora (14 años 9 meses) (1992)
- Recuerdame bonito (1992)
- Chiquilla bonita (1993)
- Que bueno (1994)
- Por mujeres como tú (1998)
- Por el amor de siempre (1998)
- Por una mujer bonita (1999)
- Lo grande de los grandes (2000)
- Exitos con Tambora (2001)
- Lo grande de los grandes (2001)
- Lo mejor de nosotros (2001)
- Con orgullo por Herencia (2002)
- Y tenerte otra vez (2003)
- No soy de nadie (2004)
- Historias de mi tierra (2005)
- Mi credo (con Tiziano Ferro) (2006)
- Enamorado (2006)
- Puros boleros (2006)
- Pepe Aguilar Live (2007)
- Enamorado (Fan Edition) (2007)
- 100% Mexicano (2007)
- 100% Mexicano Edición Mariachi (2007)
- Homenaje (2008)
- Bicentenario (2010)
- Negociaré con la pena EP (2011)
- Más de un camino EP (2012)
- Lástima que sean ajenas (2013)